# Галам Кенналеф
Галам Кенналеф — король пиктов в 576/578—580 годах.

## Биография
«Хроника пиктов» сообщает о том, что Галам Кенналеф правил два или четыре года (один год совместно с Бруде I). Возможно, что в правлении Галама были перерывы, однако это может быть ошибкой переписчика.
По свидетельствам ирландских «Анналов Ульстера» и «Анналов Тигернаха» Галам умер в 580 году.